# Тарачёв, Владимир Александрович
Владимир Александрович Тарачёв (род. 23 апреля 1953, Петрозаводск) — российский политический деятель, депутат Государственной думы второго, третьего и четвёртого созывов..

## Биография
Окончил Ульяновское военное командное училище связи, Самарскую государственную экономическую академию, Академию народного хозяйства при Правительстве РФ.

### Депутат Госдумы
В декабре 1995 году избран депутатом Государственной думы второго созыва. Занимал пост заместителя председателя комитета по бюджету, налогам, банкам и финансам. Был членом фракции «Наш дом — Россия», членом коллегии ФКЦБ, заместителем председателя бюджетной комиссии Межпарламентской ассамблеи стран СНГ, членом комиссии Госдумы по коррупции.
В 1999 году стал депутатом Госдумы третьего созыва, заместителем председателя комитета по кредитным организациям и финансовым рынкам, председателем подкомитета по фондовому рынку. Являлся членом фракции «Единство», президиума Всероссийского союза страховщиков, комиссии Госдумы по развитию ипотечного кредитования, правления Российского биржевого союза, комиссии по товарным биржам при Министерстве РФ по антимонопольной политике и поддержке предпринимательства, Центральной контрольно-ревизионной комиссии Всероссийской партии «Единая Россия».
В 2003—2007 годах был депутатом Государственной Думы РФ четвёртого созыва.

## Награды
- Орден Почёта (28 марта 2007 года) — за заслуги в законотворческой деятельности, укреплении и развитии российской государственности[4].
- Орден Дружбы (3 ноября 2001 года) — за высокие достижения в производственной деятельности, большой вклад в укрепление дружбы и сотрудничества между народами и многолетнюю добросовестную работу[5].
- Медаль «В память 850-летия Москвы».
- Благодарность Президента Российской Федерации (17 мая 2003 года) — за активную законотворческую деятельность в области экономики и финансов[6].
- Памятный знак «МПА СНГ. 25 лет» (13 октября 2017 года) — за содействие в деятельности Межпарламентской Ассамблеи и её органов[7].